# 台北雙年展
台北雙年展（英語：Taipei Biennial）是臺北市立美術館為推介當代藝術、接軌全球視野所舉辦最重要的國際型大展。臺北雙年展作為臺灣最大且最著名的當代藝術活動，其不僅標誌著當代藝術在臺灣的最新趨勢，更投射著西方策展人的臺灣當代藝術再詮釋的眼光。
第一屆由南條史生策畫，於1998年6月13日開幕，參展藝術家來自中國、日本、韓國、臺灣等地。
第二屆（2000年）起之後引入雙策展人制度，每屆展覽均由一位台灣籍藝術家與一位外籍藝術家共同策畫，參展國家亦大幅增加。

## 展覽沿革
1984年，北美館為了推廣「現代美術」，開始交替舉辦「現代美術新展望」及「中華民國現代雕塑特展」。1992年開始兩項競賽展覽合併成為「台北現代美術雙年展」，並以公開徵件方式評選參展藝術家。
1996年，順應國際雙年展的風潮，館長張振宇主導北雙轉型。「1996年雙年展」改變過去公開徵件的展覽模式，邀請藝術圈人士挑選主題與藝術家，該年度的「策展人」有蕭瓊瑞、羅智成、蔡宏明、李俊賢、謝東山、路況等人，以台灣主體性為名籌辦主題展，參展藝術家以國內為主。
1998年，林曼麗擔任館長期間，北美館開始策略性的將台灣當代藝術與國際接軌。將展覽擴大成國際雙年展，邀請南條史生（Fumio Nanjo）擔任策展人，以「欲望場域 Site of Desire」為題，聚焦亞洲城市的文化現象。林曼麗認為台灣第一次舉辦國際雙年展，應善用在國際上已具知名度的策展人，將其人脈、資源、視野帶入台灣。2000年，第二屆台北雙年展「無法無天 The Sky is the Limit」推動一名國外策展人搭配一名臺灣策展人的雙策展制度，由東京宮創辦人Jérôme Sans及徐文瑞擔任策展人，參展藝術家擴及全球。
雙策展制度，最初是為了在展覽合作中，培育臺灣能夠獨立策劃國際展覽的策展人才，並在國際雙年展中融入在地脈絡。2004年，由於外籍策展人范黛琳刪改台灣策展人鄭慧華的策展論述，鄭慧華與部分台籍參展藝術家如林宏璋、陳界仁等發起連署，要求檢討台北雙年展制度及台灣當代藝術邊緣化等問題。這項制度一直沿用到2018年。2020年的台北雙年展則不見台灣策展人的身影，由法國社會學家Bruno Latour提出概念、Martin Guinard來臺執行。

## 歷屆展覽
| 屆數 | 年份 | 主題 | 舉辦日期                       |
| ---- | ---- | --- | ------------------------------ |
| 一   | 1998 | 欲望場域 Site of Desire | 1998年6月3日-1998年9月6日      |
| 二   | 2000 | 無法無天 The Sky is the Limit                                                                                                  | 2000年9月9日-2001年1月7日      |
| 三   | 2002 | 世界劇場 Great Theatre of the World                                                                                            | 2002年11月29日-2003年3月2日    |
| 四   | 2004 | 在乎現實嗎？ Do You Believe in Reality?                                                                                        | 2004年10月23日-2005年1月23日   |
| 五   | 2006 | (限制級)瑜伽 Dirty Yoga | 2006年11月4日-2007年2月25日    |
| 六   | 2008 | 本屆無特定主題 | 2008年9月13日-2009年1月4日     |
| 七   | 2010 | 本屆無特定主題 | 2010年9月17日-2010年11月14日   |
| 八   | 2012 | 現代怪獸／想像的死而復生 Modern Monsters / Death and Life of Fiction                                                           | 2012年9月29日-2013年1月13日    |
| 九   | 2014 | 劇烈加速度 The Great Acceleration                                                                                              | 2014年9月13日-2015年1月4日     |
| 十   | 2016 | 當下檔案 ･ 未來系譜：雙年展新語 Gestures and Archives of the Present, Genealogies of the Future A New Lexicon for the Biennial | 2016年9月10日-2017年2月5日     |
| 十一 | 2018 | 後自然－美術館作為一個生態系統 Post-Nature: A Museum as an Ecosystem                                                           | 2018年11月17日-2019年3月10日   |
| 十二 | 2020 | 你我住在不同的星球上 You and I Don't Live on the Same Planet                                                                   | 2020年11月21日-2021年3月14日   |
| 十三 | 2023 | 小世界 Small World | 2023年11月18日－2024年03月24日 |

## 外部連結
- 台北雙年展網站 （页面存档备份，存于）

## 相關連結
- 關渡雙年展
- 大臺北當代藝術雙年展
- 臺灣美術雙年展
- 亞洲藝術雙年展
- 基隆港口藝術雙年展
- 雙年展
- 臺灣當代一年展
- 台灣國際錄像藝術展

1. ↑  . www.taipeibiennial.org.   [2023-01-05]. （原始内容存档于2018-01-17）.
2. ↑  Museum, 臺北市立美術館 Taipei Fine Arts. . 1996-2014TAIPEI BIENNIAL 1996-2014台北雙年展.   [2023-01-18]. （原始内容存档于2022-07-05）.
3. ↑  Museum, 臺北市立美術館 Taipei Fine Arts. . TAIPEI BIENNIAL 台北雙年展.   [2023-01-05]. （原始内容存档于2021-02-23）.